# Limeira
Limeira, amtlich portugiesisch Município de Limeira, ist eine Großstadt im brasilianischen Bundesstaat São Paulo mit am 1. Juli 2021 geschätzten 310.783 Einwohnern, die Limeirenser genannt werden und auf einer Gemeindefläche von rund 580,7 km² leben.

## Geographie
Limeira befindet sich etwa 150 km nordwestlich der Landeshauptstadt São Paulo.
Das Biom ist Mata Atlântica, die Höhe über Meeresspiegel liegt bei 588 Metern.

## Stadtverwaltung
Exekutive: Bei der Kommunalwahl 2016 wurde Mário Boiton des Partido Social Democrático (PSD) zum Stadtpräfekten (Bürgermeister) gewählt. Bei den Kommunalwahlen in Brasilien 2020 wurde Boiton mit 73.042 oder 54,88 % der Stimmen für die Amtszeit 2021 bis 2024 wiedergewählt.
Die Legislative liegt bei einem Stadtrat (Câmara Municipal) aus 21 Stadtverordneten (vereadores).

## Bildung
Die Universität Universidade Estadual de Campinas hat einen Campus in Limeira.

## Sport
Die Stadt hat zwei große Fußballstadien: Estádio Major José Levy Sobrinho, bekannt als Limeirão, für rund 18.000 Zuschauer, und das  Estádio Comendador Agostinho Prada, bekannt als Pradão, für rund 9.500 Zuschauer.
Der lokale Fußballverein AA Internacional spielt in der zweiten Liga der Staatsmeisterschaft von São Paulo. Zwischen 1986 und 1988 war der Verein auch national zweitklassig und spielte in der brasilianischen Série B.
Der Basketballverein Winner Basquete Limeira konnte 2006 die Campeonato Brasileiro de Basquete gewinnen.

## Religion
Das Christentum ist in der Stadt wie folgt vertreten:

### Römisch-katholische Kirche
Die katholische Kirche in der Gemeinde ist Teil der Bistum Limeira.

### Protestantische Kirche
In der Stadt gibt es die unterschiedlichsten evangelischen Glaubensrichtungen, hauptsächlich Pfingstler, darunter die brasilianischen Assemblies of God (die größte evangelische Kirche des Landes), die Christliche Kongregationalistische Kirche in Brasilien, und andere.

## Städtepartnerschaften
- Saga, seit 1981

## Söhne und Töchter der Stadt
- Idílio José Soares (1887–1969), römisch-katholischer Geistlicher, Bischof von Santos
- José Melhado Campos (1909–1996), römisch-katholischer Geistlicher, Bischof von Sorocaba
- Eunice Ribeiro Durham (1932–2022), Anthropologin, Politikwissenschaftlerin und Bildungsexpertin
- Carlos Rodrigo Corrêa (* 1980), Fußballspieler
- Maíla Machado (* 1981), Hürdenläuferin
- Alexandra do Nascimento (* 1981), Handballspielerin
- Cairo Santos (* 1991), Footballspieler
- Marcelo Freitas (* 1994), Fußballspieler
- Eduardo Henrique da Silva (* 1995), Fußballspieler
- Lucas Evangelista (* 1995), Fußballspieler
- Lucas Vilar (* 2001), Sprinter
- Wendel (* 2001), Fußballspieler